# Vendas Novas
Vendas Novas – miejscowość w Portugalii, leżąca w dystrykcie Évora, w regionie Alentejo w podregionie Alentejo Central. Miejscowość jest siedzibą gminy o tej samej nazwie.

## Demografia
| Liczba ludności gminy Vendas Novas (1970–2011) | Liczba ludności gminy Vendas Novas (1970–2011) | Liczba ludności gminy Vendas Novas (1970–2011) | Liczba ludności gminy Vendas Novas (1970–2011) | Liczba ludności gminy Vendas Novas (1970–2011) | Liczba ludności gminy Vendas Novas (1970–2011) |
| ---------------------------------------------- | ---------------------------------------------- | ---------------------------------------------- | ---------------------------------------------- | ---------------------------------------------- | ---------------------------------------------- |
| 1970                                           | 1981                                           | 1991                                           | 2001                                           | 2004                                           | 2011                                           |
| 8 587                                          | 10 933                                         | 10 476                                         | 11 619                                         | 11 957                                         | 11 846                                         |

## Sołectwa
Sołectwa gminy Vendas Novas (ludność wg stanu na 2011 r.):
- Landeira - 723 osoby
- Vendas Novas - 11 123 osoby